# (10215) Lavilledemirmont
(10215) Lavilledemirmont est un astéroïde de la ceinture principale.

## Description
(10215) Lavilledemirmont est un astéroïde de la ceinture principale. Il fut découvert le 20 septembre 1997 à l'Observatoire d'Ondřejov par Lenka Šarounová. Il présente une orbite caractérisée par un demi-grand axe de 2,97 UA, une excentricité de 0,16 et une inclinaison de 0,7° par rapport à l'écliptique.

## Compléments